# The Complete Studio Recordings (ABBA)
The Complete Studio Recordings è un cofanetto del gruppo musicale svedese ABBA, pubblicato nel 2005 dalle etichette Polar e Universal Music.

## Tracce
Disco 1 (Ring Ring)
1. Ring Ring
2. Another Town, Another Train
3. Disillusion
4. People Need Love
5. I Saw It in the Mirror
6. Nina, Pretty Ballerina
7. Love Isn't Easy (But Is Sure Is Hard Enough)
8. Me and Bobby and Bobby’s Brother
9. He Is Your Brother
10. She's My Kind of Girl
11. I Am Just a Girl
12. Rock'n'Roll Band
13. Ring Ring (Bara du slog en signal)* (Swedish Version of Ring Ring)
14. Åh, vilka tider*
15. Merry-Go-Round*
16. Santa Rosa*
17. Ring Ring* (Spanish Version)
18. Wer im Wartesaal der Liebe steht* (German Version of Another Town, Another Train)
19. Ring Ring* (German Version)

Disco 2 (Waterloo)
1. Waterloo
2. Sitting in the Palmtree
3. King Kong Song
4. Hasta Mañana
5. My Mama Said
6. Dance (While the Music Still Goes On)
7. Honey, Honey
8. Watch out
9. What About Livingstone?
10. Gonna Sing You My Lovesong
11. Suzy-Hang-Around
12. Ring Ring* (U.S. 1974 Remix)
13. Waterloo* (Swedish Version)
14. Honey, Honey* (Swedish Version)
15. Waterloo* (German Version)
16. Hasta Mañana* (Spanish Version)
17. Ring Ring* (UK 1974 Remix)
18. Waterloo* (French Version)

Disco 3 (ABBA)
1. Mamma Mia
2. Hey, Hey Helen
3. Tropical Loveland
4. S.O.S.
5. Man in the Middle
6. Bang-a-Boomerang
7. I Do, I Do, I Do, I Do, I Do
8. Rock Me
9. Intermezzo No. 1
10. I've Been Waiting for You
11. So Long
12. Crazy World*
13. Medley: Pick a Bale of Cotton – On Top of Old Smokey – Midnight Special* (1978 Remix)
14. Mamma Mia* (Spanish Version)

Disco 4 (Arrival)
1. When I Kissed the Teacher
2. Dancing Queen
3. My Love, My Life
4. Dum Dum Diddle
5. Knowing Me, Knowing You
6. Money, Money, Money
7. That's Me
8. Why Did It Have to Be Me?
9. Tiger
10. Arrival
11. Fernando* (from Greatest Hits)
12. Happy Hawaii* (Early Version of Why Did It Have to Be Me?)
13. La reina del baile* (Spanish Version of Dancing Queen)
14. Conociéndome, conociéndote* (Spanish Version of Knowing Me, Knowing You)
15. Fernando* (Spanish Version)

Disco 5 (The Album)
1. Eagle
2. Take a Chance on Me
3. One Man, One Woman
4. The Name of the Game
5. Move on
6. Hole in Your Soul
7. The Girl with the Golden Hair – 3 Scenes from a Mini-Musical
8. Thank You for the Music
9. I Wonder (Departure)
10. I'm a Marionette
11. Al andar* (Spanish Version of Move on)
12. Gracias por la música* (Spanish Version of Thank You for the Music)

Disco 6 (Voulez-Vous)
1. As Good as New
2. Voulez-Vous
3. I Have a Dream
4. Angeleyes
5. The King Has Lost His Crown
6. Does Your Mother Know
7. If It Wasn't for the Nights
8. Chiquitita
9. Lovers (Live a Little Longer)
10. Kisses of Fire
11. Summer Night City* (from Greatest Hits Vol. 2)
12. Lovelight*
13. Gimme! Gimme! Gimme! (A Man After Midnight)* (from Greatest Hits Vol. 2)
14. Estoy soñando* (Spanish Version of I Have a Dream)
15. Chiquitita* (Spanish Version)
16. ¡Dame! ¡Dame! ¡Dame!* (Spanish Version of Gimme! Gimme! Gimme! (A Man After Midnight))

Disco 7 (Super Trouper)
1. Super Trouper
2. The Winner Takes It All
3. On and on and On
4. Andante, Andante
5. Me and I
6. Happy New Year
7. Our Last Summer
8. The Piper
9. Lay All Your Love on Me
10. The Way Old Friends Do
11. Elaine*
12. Andante, andante* (Spanish Version)
13. Felicidad* (Spanish Version of Happy New Year)

Disco 8 (The Visitors)
1. The Visitors
2. Head over Heels
3. When All Is Said and Done
4. Soldiers
5. I Let the Music Speak
6. One of Us
7. Two for the Price of One
8. Slipping Through My Fingers
9. Like an Angel Passing Through My Room
10. Should I Laugh or Cry?*
11. No hay a quien culpar* (Spanish Version of When All Is Said and Done)
12. Se me está escapando* (Spanish Version of Slipping Through My Fingers)
13. The Day Before You Came* (from Songs from The Singles: The First Ten Years)
14. Cassandra* (from Songs from The Singles: The First Ten Years)
15. Under Attack* (from Songs from The Singles: The First Ten Years)
16. You Owe Me One* (from Songs from The Singles: The First Ten Years)

Disco 9 (Rarities)
1. Waterloo (Alternate Mix)
2. Medley: Pick a Bale of Cotton – On Top of Old Smokey – Midnight Special (Original 1975 Mix)
3. Thank You for the Music (Doris Day Version)
4. Summer Night City (Full-length Version)
5. Lovelight (Alternate Mix)
6. Dream World
7. Voulez-Vous (Extended Remix)
8. On and on and On (Full-length Version)
9. Put on Your White Sombrero
10. I Am the City
11. ABBA Undeleted: Scaramouche/Summer Night City/Take a Chance on Me/Baby/Just a Notion/Rikky Rock’n’Roller/Burning My Bridges/Fernando (Swedish Version)/Here Comes Rubie Jamie/Hamlet III Parts 1 & 2/Free as a Bumble Bee/Rubber Ball Man/Crying over You/Just Like That/Givin’ a Little Bit More

(*): bonus track presenti nelle ristampe degli album.

## Raccolta di videoclip

### DVD 1:The Videos
1. Ring Ring
2. Waterloo
3. Mamma Mia
4. S.O.S.
5. Bang-a-Boomerang
6. I Do, I Do, I Do, I Do, I Do
7. Fernando
8. Dancing Queen
9. Money, Money, Money
10. Knowing Me, Knowing You
11. That's Me
12. The Name of the Game
13. Take a Chance on Me
14. Eagle
15. One Man, One Woman
16. Thank You for the Music
17. Summer Night City
18. Chiquitita
19. Does Your Mother Know
20. Voulez-Vous
21. Gimme! Gimme! Gimme! (A Man After Midnight)
22. I Have a Dream
23. Super Trouper
24. The Winner Takes It All
25. On and on and On
26. Happy New Year
27. Lay All Your Love on Me
28. Head over Heels
29. When All Is Said and Done
30. One of Us
31. The Day Before You Came
32. Under Attack
33. Estoy soñando*
34. Felicidad*
35. No hay a quien culpar*
36. Dancing Queen* (1992 Version)
37. The Last Video*

### DVD 2:The History&Live in April 1981
1. The History (documentario originariamente apparso su ABBA Gold: Greatest Hits DVD)
2. Gimme! Gimme! Gimme! (A Man After Midnight) (da Live in April 1981, concerto finale degli ABBA)
3. Super Trouper (da Live in April 1981, concerto finale degli ABBA)
4. Two for the Price of One (da Live in April 1981, concerto finale degli ABBA)
5. Slipping Through My Fingers (da Live in April 1981, concerto finale degli ABBA)
6. On and on and On (da Live in April 1981, concerto finale degli ABBA)

(*): bonus track.